# Heinrich Burger (Schachspieler)

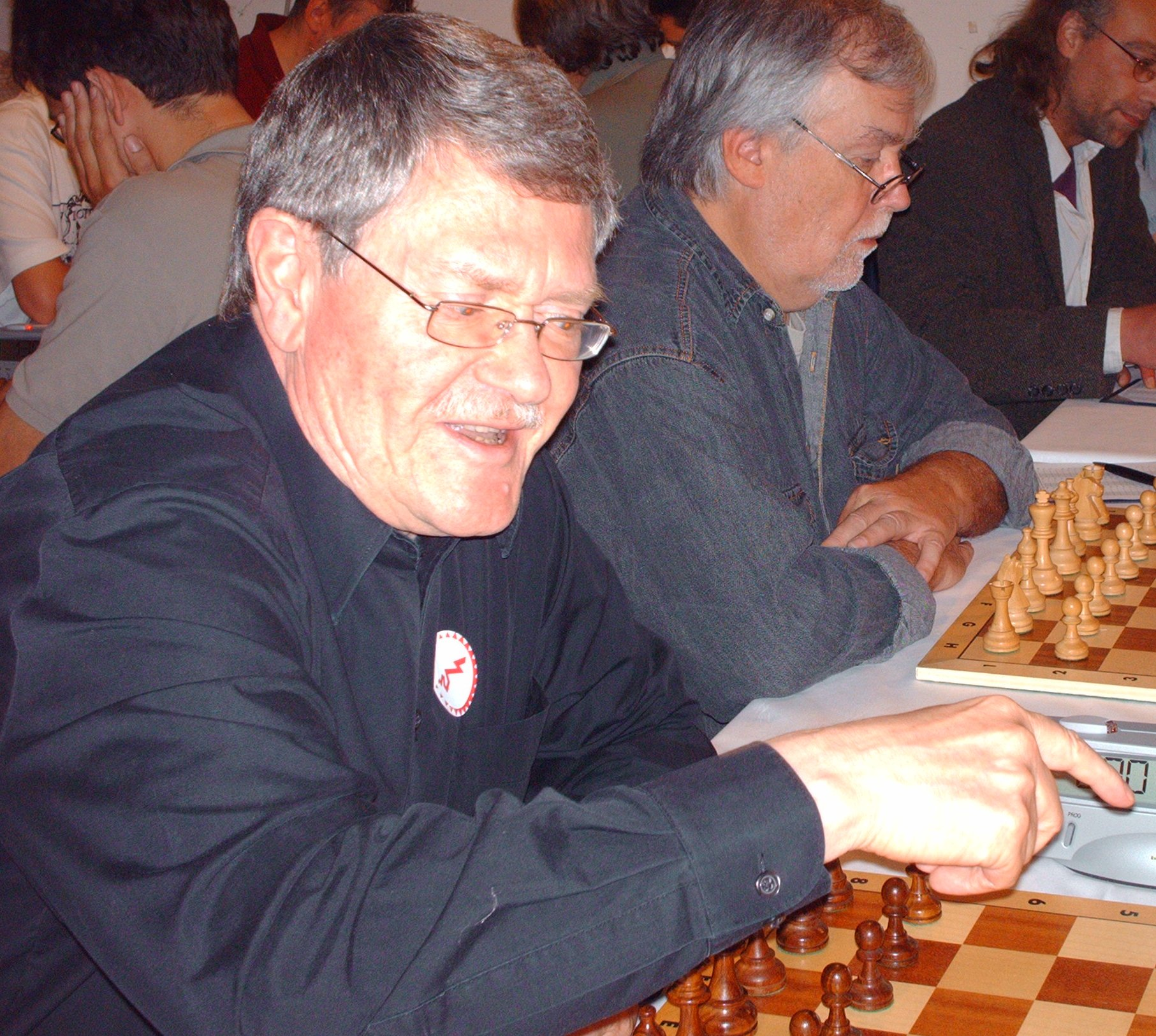
Heinrich Burger 2007 beim Schachfestival im Jüdischen Museum

Heinrich Burger (* 13. März 1941 in Breslau) ist ein deutscher Großmeister im Fernschach.

## Fernschach

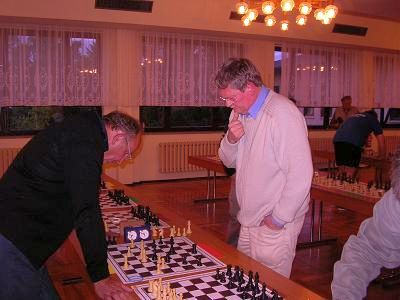
Gerhard Binder und Heinrich Burger beim Turniersimultan, Fernschachtreffen 2009 in Tambach-Dietharz.

Seit 1964 spielt Burger Fernschach. Er nahm am Halbfinale der 11. Weltmeisterschaft teil. Zuvor belegte er bei der 13. Deutschen Fernschachmeisterschaft 1972/75 Platz 2, punktgleich mit dem Sieger Dünhaupt, aber mit schlechterer Wertung.
Den Titel Internationaler Meister erhielt er 1986, als er in der Vorrunde der 10. Fernschach-Olympiade für die DDR am 1. Brett 6 von 11 Punkten holte. Bei der Endrunde der 10. Olympiade trat er wieder für die DDR an mit dem Ergebnis 7 aus 9. Kurioserweise endete diese Olympiade 1995, also mehrere Jahre nach der Wiedervereinigung, als die DDR gar nicht mehr existierte.
Bei der nächsten Olympiade spielte er in der gesamtdeutschen Mannschaft mit dem Ergebnis 8 aus 12. Die Mannschaft gewann die Goldmedaille.
Vom ICCF erhielt er für seine Leistung den Titel Fernschach-Großmeister.
Seine Wertungszahl im Fernschach liegt bei 2509 (Stand: 1. Juli 2009).

## Nahschach
Auch im Nahschach erreichte Burger eine beachtliche Spielstärke. Trotz Berliner Mauer konnte er im Westen und im Osten Schach spielen. In den Spieljahren 1974/75 und 1975/76 kämpfte er im West-Berliner Verein Lasker Steglitz in der Gruppe Nord der viergeteilten Bundesliga. Von 1979 bis 1989 spielte er bei AdW Berlin in der DDR-Liga.
Nach der Wende wechselte er zum Verein SC Oranienburg und ab 2003 zum VfB Hermsdorf.
Im Jahre 2010 errang er den Titel des Berliner Senioren-Einzelmeisters.

## Präsident des Berliner Schachverbandes
Von März 1974 bis zum Herbst 1976 war Heinrich Burger Präsident des Berliner Schachverbandes. 1974 löste er in dieser Funktion Alfred Kinzel ab. In der Verbandszeitschrift Mitteilungsblatt stellte er sich mit Foto und einem kleinen Steckbrief vor: verheiratet, 6-jährige Tochter, Journalist, Pressesprecher des SPD-Landesvorstandes, Klubmeister bei der SVg Lasker-Steglitz 1974 und Berliner Meister mit seinem Verein 1974.
Als Polizeireporter schoss er am 2. Juni 1967 die ersten Fotos von Benno Ohnesorg. 1976 als Pressesprecher der Berliner SPD wurde Heinrich Burger als DDR-Agent enttarnt und verhaftet. Deshalb berief der Berliner Schachverband im Dezember einen außerordentlichen Verbandstag ein, auf dem Hans O. K. Werner zum neuen Präsidenten gewählt wurde. Burger wurde am 23. Mai 1977 zu sieben Jahren Haft verurteilt, konnte aber bald West-Berlin in Richtung DDR verlassen. Er wurde gegen in der DDR inhaftierte Agenten und politische Häftlinge (unter ihnen der wegen Fluchthilfe in der DDR verurteilte Matthias Bath) ausgetauscht.
Seine Enttarnung als DDR-Agent geschah durch die Aussage seiner ebenfalls wegen Spionage für die DDR verhafteten geschiedenen Frau Kathryn Burger, damals Pressesprecherin der Gewerkschaft ÖTV in Berlin (West).

## Privates
Burger ist von Beruf Journalist und wohnt im Berliner Umland.